# Nino Filastò
Nino Filastò, all'anagrafe Antonino Filastò (Firenze, 23 gennaio 1938 – Firenze, 29 dicembre 2021), è stato un avvocato e scrittore italiano, noto per essere stato il difensore di Mario Vanni al processo sui compagni di merende nell'ambito della vicenda del Mostro di Firenze, oltre che per essere stato il difensore di esponenti dell'estrema sinistra negli anni '80 ed essersi occupato di processi di grande rilievo mediatico come il caso Lavorini, la strage dell'Italicus, e il disastro del Moby Prince.

## Biografia
Nato a Firenze dall'avvocato e giurista sinopolese di lontane origini greche Pasquale Filastò (1917-2000), dove viveva e lavorava, nella sua lunga carriera da avvocato si è occupato di molteplici casi in larga parte definiti "misteri all'italiana". Esercita come difensore a partire dal 1967 e contemporaneamente firma alcuni testi teatrali per il Gruppo di Teatro Sperimentale di Firenze.
La sua prima opera, La proposta, risale al 1985. Ha pubblicato diversi libri di genere giallo con protagonista l'avvocato Corrado Scalzi, sfruttando, come altri dopo di lui, la propria esperienza lavorativa nel campo della legge per dare spessore alla narrativa gialla. Secondo Luca Crovi "Sono romanzi che denunciano in maniera esplicita lo sfascio politico, sociale, economico e giudiziario dell'Italia e la sua attitudine al non rispetto della legge."  Filastò ha firmato pure due saggi sui delitti del Mostro di Firenze: Pacciani innocente (Firenze, 1994) e Storia delle merende infami (Firenze, 2005). In quest'ultimo libro l'avvocato, oltre a proporre una tesi opposta alle sentenze sui duplici omicidi, esegue un'analisi critica del processo penale italiano, le cui problematiche deriverebbero da metodi inquisitori storicamente irrazionali.
È morto a Firenze il 29 dicembre 2021, all'età di 83 anni, dopo una lunga malattia.

## Opere

### Romanzi e racconti
- La proposta (1984)
- La tana dell'oste (1986)
- Tre giorni nella vita dell'avvocato Scalzi, o Nella terra di nessuno (1989)
- Incubo di signora (1990)
- La moglie egiziana (1995)
- La notte delle rose nere (1997)
- Forza maggiore (2002)
- Il peposo di Maestro Filippo (2003)
- Aringa rossa (2004)
- L'alfabeto di Eden (2007)

### Raccolte
- Fuga da Eden, o Fuga dal paradiso (1993) - racconti

### Saggi
- Pacciani innocente (1994)
- Storia delle merende infami (2005)

## Riconoscimenti
- Premio Tedeschi
  - 1986 – per il romanzo La tana dell'oste